# Depressió Central
| Pirineus Prepirineus Depressió Central Petits contraforts de la Depressió Central | Serralada Transversal Serralada Prelitoral Serralada Litoral Depressió Litoral, Prelitoral i altres planes costaneres |

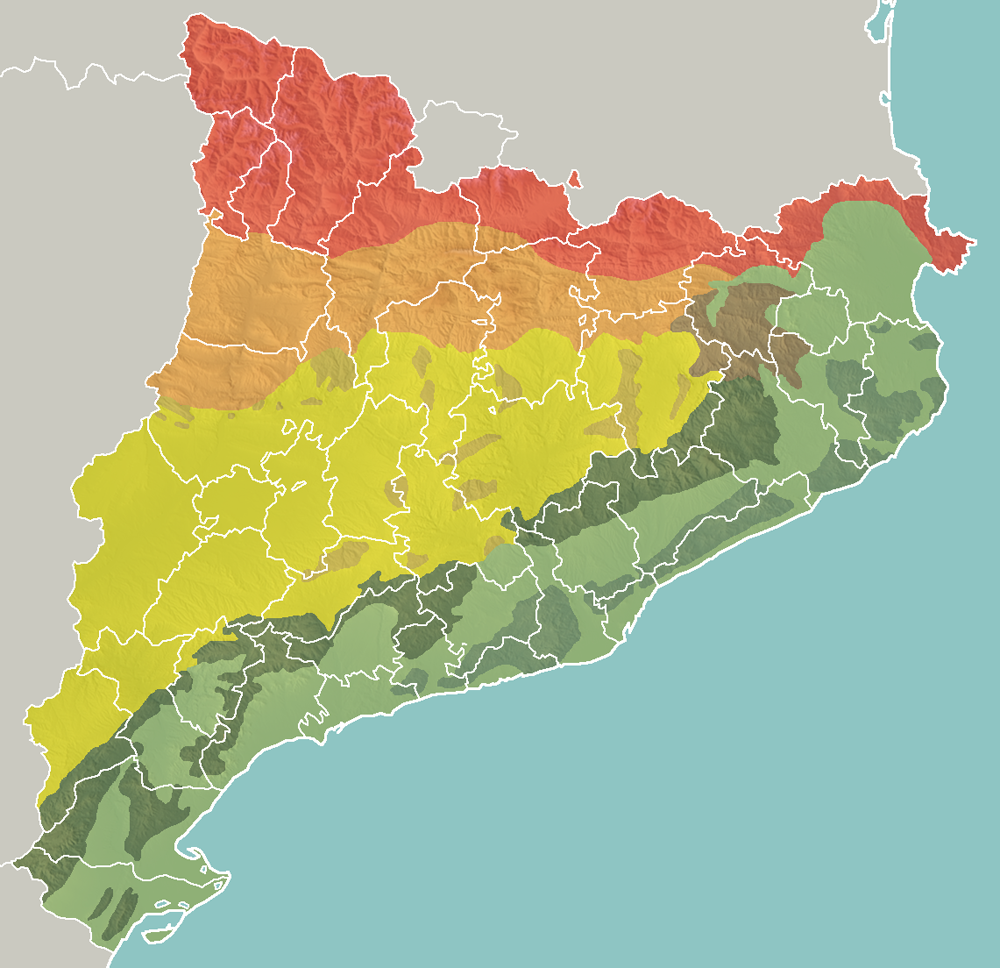
Mapa de les diverses unitats morfoestructurals de Catalunya:

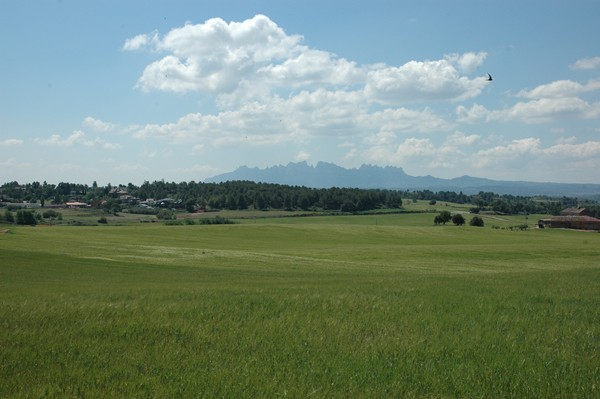
El Pla de Bages, dins la Depressió Central, amb Montserrat al fons.

La Depressió Central és una unitat de relleu a Catalunya. S'estén entre el Prepirineu i les Serralades Costaneres, obrint-se cap a ponent, per on enllaça amb la Depressió de l'Ebre com a la seva perllongació oriental. Des d'un punt de vista físic, és una successió d'altiplans d'entre els 800 i 1.000 metres que van perdent alçada (fins als 100 metres) cap a l'oest fins a arribar a la Depressió de l'Ebre. Limitant aquestes alçades, s'estenen conques d'erosió que han anat excavant els rius en trobar-se materials tendres del tipus argiles i margues (El Pla de Bages o la Conca de Barberà).
Els límits de la Depressió Central varien segons si els considerem des del punt de vista del relleu o de la seva gènesi, ja que alguns massissos com ara Montserrat i Sant Llorenç del Munt, geogràficament situats a la Serralada Prelitoral, estan formats per materials formats a la vegada amb els de la Depressió Central amb la que estan en contacte, dipositats damunt de les roques més antigues del Sistema Mediterrani.

## Formació i principals materials
La Depressió Central és constituïda per materials del terciari, que es dipositaren en el gran golf marí (i després llac) que delimitava el massís pirinenc i el massís catalano-balear.
D'aquesta fase de sedimentació marina trobem gresos, calcàries i margues gris-blavenques (aquestes dues últimes allí on la sedimentació és més tranquil·la) i conglomerats (en els grans cons de dejecció dels rius pirinencs i catalano-balears). L'evaporació va produir la concentració de sals (sòdiques, potàssiques i guixos).

## Erosió
Els materials que conformen aquesta unitat de relleu pateixen una lleu erosió degut a haver-se format amb posterioritat a l'orogènia alpina. Això fa que, juntament amb l'alternança de margues i argiles i gresos, calcàries i conglomerats, el seu paisatge es dibuixi com un tipus de relleu dissimètric en costes, on les capes més dures, desguarnides totalment o parcial de les més tendres per l'erosió, esdevenen extensos planells de pendent suau pel cantó inclinat (cap a l'Ebre) mentre que pel cantó oposat a la inclinació, la capa dura es resol en un abrupte graó, d'acusat pendent, fins i tot, a vegades, acinglerat (Plana de Vic, Conca d'Òdena o la Segarra).